# La última bandera
La última bandera es una película dramática estadounidense dirigida por Richard Linklater en 2017. Con un guion del mismo Linklater y el escritor Darryl Ponicsan, la cinta está basada en la novela homónima de Ponicsan. Protagonizada por Steve Carell, Bryan Cranston y Laurence Fishburne, la película narra la historia de tres veteranos de la Guerra de Vietnam que se reúnen 20 años después, tras la muerte del hijo de uno de ellos, asesinado en la Guerra de Irak.
Ponicsan escribió Last Flag Flying (2005) como secuela de la novela The Last Detail (1970). De esta forma, la película La última bandera ha sido descrita como una secuela de la adaptación cinematográfica de 1975, titulada en español El último deber.
La película se rodó en Pittsburgh en noviembre de 2016. Se presentó en el Festival de Cine de Nueva York el 28 de septiembre de 2017 y fue estrenada en Estados Unidos por Amazon Studios y Lionsgate el 3 de noviembre de 2017.

## Sinopsis
En 2003, Larry "Doc" Shepherd visita el bar de Sal Nealon, un ex marine con el que sirvió en Vietnam. Sal acompaña a Doc a una visita sorpresa en la que descubre a otro amigo de Vietnam, el ahora reverendo Richard Mueller. Sal y Doc interrumpen una ceremonia del reverendo y, más tarde, son invitados a cenar con los Mueller. Allí, Doc revela a sus dos amigos que es viudo y que acaba de perder a su único hijo en Irak. A continuación, les pide que lo acompañen a recoger el cuerpo de Larry Jr. El reverendo Mueller duda, afirmando que Sal y Doc representan un período oscuro de su vida. Su esposa lo insta a hacerlo, por lo que a regañadientes accede a acompañarlos.
En la base de la Fuerza Aérea de Dover, Doc solicita ver el cuerpo mutilado de su hijo, en contra de los consejos de Mueller y del coronel Willits. Entretanto, el soldado Charlie Washington, amigo íntimo de Larry, revela a Sal y Mueller que Larry Jr. había sido asesinado por la espalda mientras compraba unos refrescos en una tienda iraquí, justo lo contrario de la versión oficial que hablaba de una muerte heroica. Sal revela la verdad a Doc y este, desilusionado, rechaza el entierro en el Cementerio Nacional de Arlington.

## Reparto
- Steve Carell: Larry "Doc" Shepherd
- Bryan Cranston: Sal Nealon
- Laurence Fishburne: Richard Mueller
- J. Quinton Johnson: Charlie Washington
- Richard Robichaux: Anorak
- Lee Harrington: Jamie
- Cicely Tyson: Mrs. Hightower
- Kate Easton: Jackie
- Deanna Reed-Foster: Ruth Mueller
- Yul Vazquez: Tte. Col. Willits
- Graham Wolfe: John Redman
- Ted Watts Jr.: Leland

## Producción
En agosto de 2016 se anunció que Richard Linklater sería el director del filme, con un guion escrito por el escritor Darryl Ponicsan y el mismo Linklater y basado en la novela homónima de Ponicsan. Bryan Cranston, Steve Carell y Laurence Fishburne era los primeros actores lanzados en la película. En octubre de 2016, J. Quinton Johnson unió el reparto. Richard Robichaux  la fundición estuvo anunciada en noviembre. El rodaje comenzó en noviembre de 2016 en Pittsburgh.

## Estreno
La película se presentó en el Festival de Cine de Nueva York el 28 de septiembre de 2017 y se estrenó en Estados Unidos el 3 de noviembre de 2017.